# ILLVA Saronno
L'ILLVA Saronno S.p.A. (acronimo di Industria Lombarda Liquori Vini e Affini) è un'azienda italiana specializzata nella produzione e commercializzazione di bevande alcoliche. La sede centrale e lo stabilimento sono situati a Saronno (VA).

## Descrizione

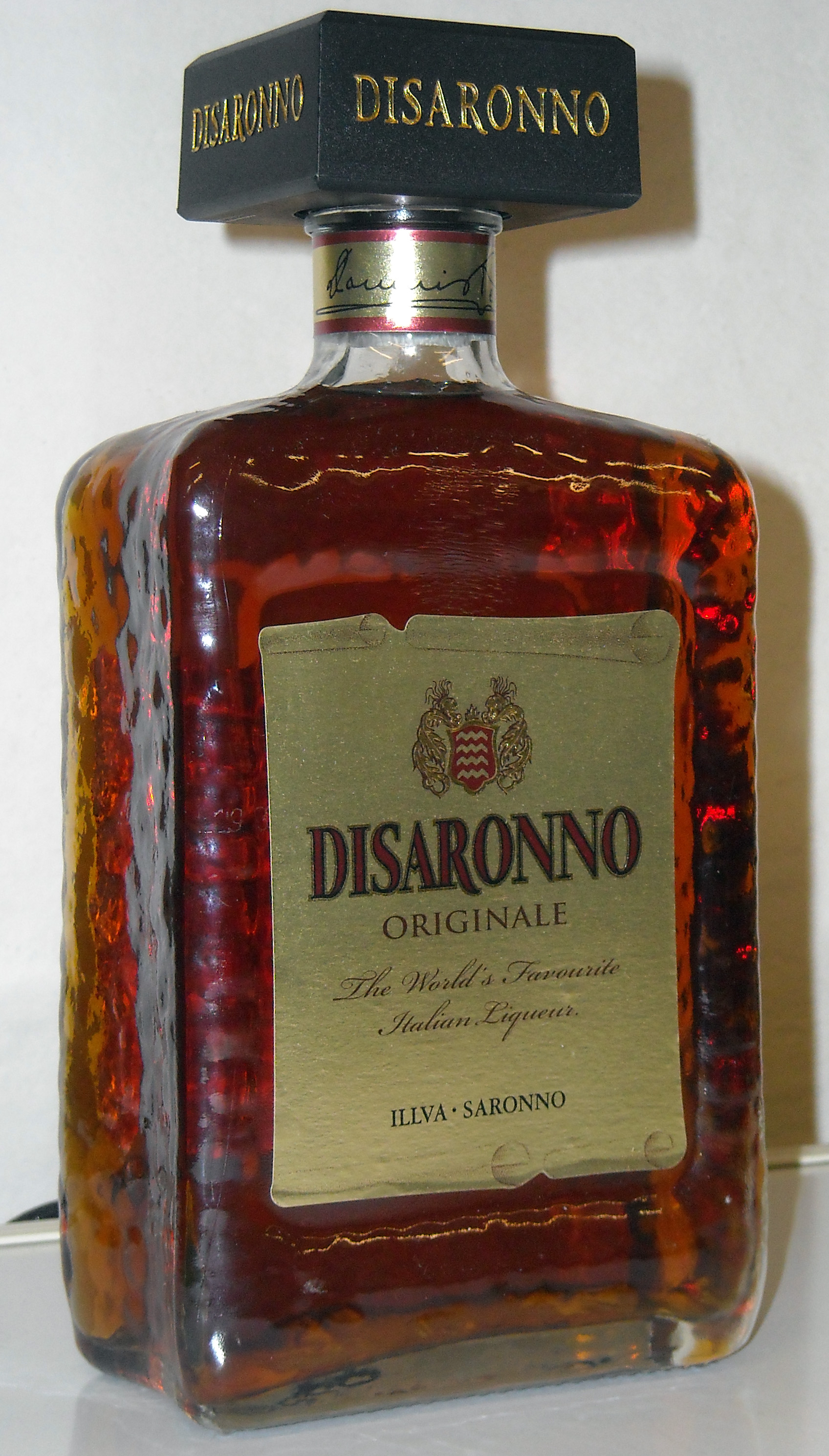
L'Amaretto di Saronno dell'Illva.

Il suo prodotto di punta è il liquore amaretto di Saronno a marchio DiSaronno, distribuito con successo in tutto il mondo; le appartengono inoltre i marchi Engine, Amaro 18 Isolabella, Mandarinetto, Vodka Artic, Rabarbaro Zucca, Aurum, Marsala Florio (società acquisita nel 1998), vini Corvo e Duca di Salaparuta.
L'ILLVA si occupa inoltre di produrre semilavorati per gelati e taluni prodotti da forno. È inoltre attiva nel mecenatismo sportivo, in veste di prima finanziatrice delle attività della Caronnese, società calcistica di Caronno Pertusella, comune il cui confine territoriale passa esattamente a fianco dello stabilimento ILLVA.
L'azienda è a conduzione familiare, essendo totalmente di proprietà dei discendenti del fondatore Domenico Reina, che la controllano attraverso ILLVA Saronno Holding S.p.A..